# Maria Deïcha-Sionitskaïa
Maria Deïcha-Sionitskaïa (russe : Дейша-Сионицкая, Мария Адриановна), née Deïcha, le 3 novembre [a.s. 22 octobre] 1859 à Tchernigov et morte le 25 août 1932 à Koktebel,, est une chanteuse d'opéra et de musique de chambre russe (soprano dramatique), soliste du théâtre Mariinsky et du Bolchoï, professeure de chant et de musique. 

## Biographie

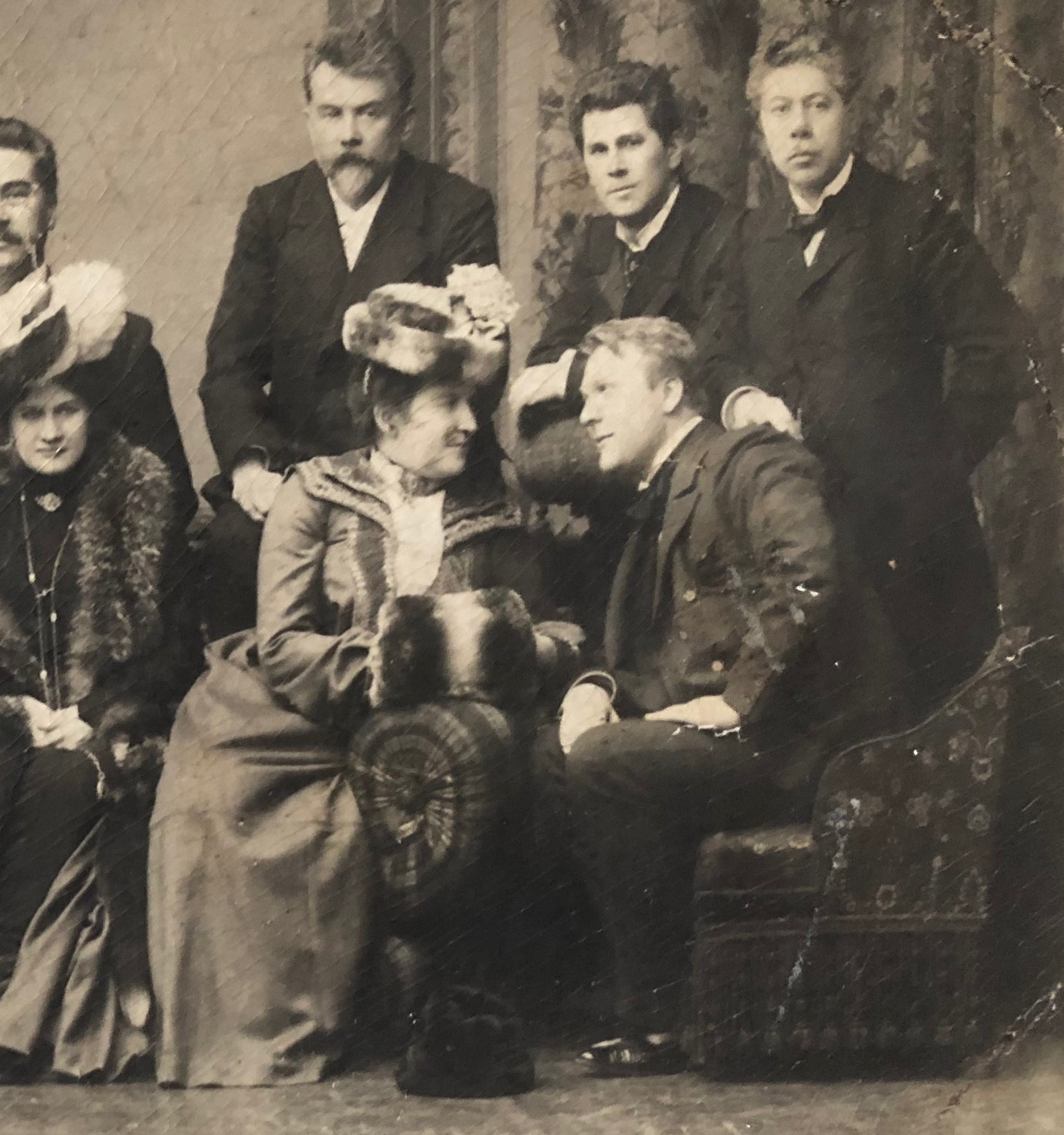
Maria Deïcha-Sionitskaïa et Fédor Chaliapine dans une photo de groupe des artistes du théâtre Bolchoï. Entre 1899 et 1903

Maria Deïcha-Sionitskaïa est née à Tchernigov (gouvernement de Tchernigov) dans l'Empire russe, dans une famille pauvre.
À l'âge de dix ans, après avoir joué dans un concert amateur, elle attire l'attention du public avec une belle voix. En 1878, elle étudie le chant à l'école de musique de Kiev dans la classe d'Ivan Nikiforovitch Kravtsov, et en 1879, au conservatoire de Saint-Pétersbourg, classe de Jelisaweta Fjodorowna Zwanziger (de), classe de Camille Everardi (en) en 1880-1881.
À l'été 1881, elle se produit lors d'un concert de charité à Koursk. Les spectateurs lèvent 4 000 roubles pour un séjour à Vienne, où elle se forme au chant avec Mathilde Marchesi. Durant les périodes estivales de 1883 et 1892, elle perfectionne son art vocal en Italie.
En 1882, avec son professeur, elle s'installe à Paris, où sa voix est entendue par le chef d'orchestre de l'opéra de Paris, Édouard Colonne, qui lui offre ses débuts sur la scène de l'opéra. Cependant, la chanteuse décide de retourner en Russie et fait ses débuts en 1883 dans le rôle de Aida de Verdi, au Théâtre Mariinsky de Saint-Pétersbourg, où elle chante jusqu'en 1891 ; puis sur la scène du théâtre Bolchoï de Moscou où elle fait ses débuts en 1891, dans le rôle de Tatiana dans Eugène Onéguine de Tchaïkovski, et de Natacha dans La Roussalka d'Alexandre Dargomyjski. En novembre 1891, elle remplace Medea Figner dans le rôle de Lisa dans La Dame de pique de Tchaïkovski. En 1893, elle joue le rôle de Zemphira dans la première d'Aleko de Rachmaninov. Elle y crée le rôle de Koupava dans Snégourotchka de Rimski-Korsakov. Elle reste au Bolchoï jusqu'en 1908.
À partir de 1899, Deïcha-Sionitskaïa prend une part active aux activités du « Cercle des mélomanes russes » (« Cercle Kerzinsky »). À partir de 1898, elle est membre de la société de Moscou pour l'organisation du divertissement folklorique éducatif général, organisé par Valentina Serova.
En 1903, elle se produit au concert anniversaire de Nikolaï Lyssenko à Kiev, en 1907, à la demande de l'écrivain Kotsioubynsky, elle donne un concert de musique ukrainienne à Tchernigov avec Lyssenko.
Elle participe à l'organisation et à la conduite de soirées thématiques, concerts de musiques étrangères, trois concerts en 1906-1908. 
En 1907-1911, avec Boleslav Yavorsky (en), elle organise quinze récitals gratuits dans la salle de l'école synodale de Moscou, où sont jouées principalement des œuvres de compositeurs russes. En février 1910, les musiciens moscovites entendent Prokofiev pour la première fois lorsqu'il joue sa première sonate en fa mineur, à l'un de ces récitals (21 février, treizième récital).
Elle donne des concerts à Paris et en Belgique avec un grand succès.
En 1913, elle participe à une soirée à la mémoire de Mikhail Shchepkin (en), où elle interprète le rôle dramatique de Tatiana dans Moskal Tcharivnyk (Le Sorcier moscovite) d'Ivan Kotliarevsky.
En 1907-1913, elle enseigne au conservatoire du Peuple de Moscou; avec Evguenia Edouardovna Lineva, elle participe à la création de ce conservatoire; en 1917, elle enseigne au premier collège musical de Moscou. En 1921-1932 elle est professeure au conservatoire de Moscou, à partir de 1926 elle enseigne à la Rabfak (faculté des travailleurs) de musique , ainsi qu'au théâtre Bolchoï.
Dans les années 1920, elle participe activement à l'organisation de concerts de musique classique en Crimée.
Parmi ses étudiants, figurent Elizaveta Ivanovna Antonova, Ivan Danilovitch Jadan, Lioubov Nikolaïevna Stavrovskaïa, Nonna Alexeïevna Polevaïa-Mansfeld.

## Répertoire
Elle possédait une voix unique, forte et uniforme d'un beau timbre dans tous les registres, de couleur claire. Son style d'interprétation se distinguait par la sincérité et l'art. Son répertoire se composait de plus de quarante rôles. Elle s'est beaucoup produite en tant que chanteuse de musique de chambre, notamment dans les concerts du Cercle des mélomanes russes.
Elle a créé les rôles de Zemfira dans Aleko de Rachmaninov, Louise dans  Le Festin en temps de peste de César Cui, Marioritsa dans Le Palais de Glace d'Arseni Korechtchenko, Ludmila dans Touchintsy de Pavel Blaramberg; au Théâtre Mariinsky - Gioconda dans La Gioconda d'Amilcare Ponchielli; au Théâtre Bolchoï — Jaroslavna dans Le Prince Igor,  Koupava dans Snégourotchka, Oxana dans La Nuit de Noël de Rimski-Korsakov , Brunhilde dans La Walkyrie ; sur la scène russe — Elena dans Mefistofele, Brunhilde dans Siegfried, Catherine d'Aragon dans Henri VIII de Saint-Saëns. Elle a interprété un certain nombre de romances de Sergueï Taneïev pour la première fois.
Tchaïkovski considérait Deïcha-Sionitskaïa comme la meilleure interprète dans ses opéras. Rimsky-Korsakov a apprécié la représentation du rôle de Koupava. Rachmaninov a écrit: « Je ne trouverai personne de mieux que Zemfira - Sionitskaïa et Chaliapine - Aleko. »
Ses meilleures rôles sont Antonida (Une vie pour le tsar), Natacha (Roussalka), Jaroslavna (Le Prince Igor), Zemfira (Aleko), Maria (Mazepa), Lisa (La Dame de pique), Tatiana, Kouma Nastassia, Koupava, Aida, Valentina. Ses autres œuvres importantes sont: Ludmila dans Rouslan et Ludmila de Glinka, Gorislava, Macha (Doubrovski), Vera Cheloga, Snégourotchka, Jolanta; Donna Anna (Don Juan), Agathe (Der Freischütz), Alice (Robert Le Diable), Margarita (Mefistofele), Amelia, Celica.
Parmi les partenaires de la chanteuse, figurent des célébrités telles que Chaliapine , Mattia Battistini, Stepan Grigorievitch Vlassov , Lavrenty Dmitrievitch Donskoï, Lev Mikhaïlovitch Klementiev, Bogomir Korsov, Leonid Sobinov. Elle a chanté sous la baguette d'Ulrich Avranek, Ippolit Al'tani (en), Eduard Nápravník, Rachmaninov , N. Fedorov, P. Feldt.

## Écrits
Elle est l'autrice du livre russe : Пение в ощущениях (Chanter en sensations) populaire parmi les chanteurs.

## Hommage
La dernière chanson de l'opus 8, Molitva (Prière), d'après Goethe, est un monologue écrit pour Maria Deïcha-Sionitskaïa par Rachmaninov en 1893, vraisemblablement pour le remercier d'avoir chanté le rôle de Zemfira dans la première d'Aleko au théâtre Bolchoï en le printemps de cette année-là,.

## Famille
- Son mari - Vassili Oustinovitch Sionitski.
  - Son fils - Adrian Vassilievitch Deïcha (1896-1952), professeur à l'Institut agricole et forestier de Novoaleksandria (Puławy).
  - Fils adoptif - Nikolaï Gueorguievitch Karetnikov (1899-1961), artiste du théâtre académique d'opérette de Moscou , professeur du conservatoire d'État de Moscou.
    - Petit-fils : Nikolaï Karetnikov[10].